# Matthias Brüstle
Matthias Brüstle (* 14. Mai 1985) ist ein deutscher ehemaliger Telemark-Skifahrer aus Gutach im Schwarzwald und Mitglied des Vereines TuS Gutach, in dem er auch Handball spielt.

## Werdegang
Brüstle gab am 11. Januar 2008 sein Debüt im Telemark-Weltcup in Montchavin-Les-Coches. Im ersten Jahr war er nur bei vier Weltcuprennen im Einsatz. Die Platzierungen waren zwischen den Plätzen 20 und 30. In der Gesamtwertung und im Classic Sprint wurde er 63. und im Classic 54. Die Saison 2009 ließ er aus und stieg 2010 wieder in den Weltcup ein. Seine Leistung ging in dieser Saison bergauf. So sprang in Granpallars im Riesenslalom ein guter neunter Platz heraus. In der Gesamtwertung belegte er den 27. Platz, im Riesenslalom den 19. Platz, im Classic den 25. Platz und im Classic Sprint den 44. Platz. Die Saison 2011 war nicht schlechter als vorherige 2010. Immerhin gelang ihm beim Heimrennen in Bad Hindelang im Riesenslalom der 11. Platz, gleichzeitig war es seine beste Platzierung der Saison. In der Gesamtwertung verbesserte er sich um sieben Plätze zum Vorjahr. Im Riesenslalom erreichte er den 15. Platz, im Classic den 23. Platz und im Classic Sprint den 33. Platz. Bei seinen ersten Weltmeisterschaften 2011 in Rjukan erreichte Brüstle im Riesenslalom den 22. Platz und im Classic den 32. Platz. Im Classic-Sprint-Rennen war er nicht ins Ziel gekommen. Auch in der Saison 2012 fuhr er Mittelfeld-Ergebnisse ein, außer in Chamonix-Mont-Blanc im Classic-Rennen kam er auf den 28. Platz. Im Gesamtweltcup kam er auf den 20. Platz, im Classic auf den 15. Platz, im Classic Sprint auf den 18. Platz und im Parallelsprint auf den 21. Platz. Nach der Saison 2012 beendete er seine sportliche Laufbahn als Telemarker. Er wurde Co-Trainer des DSV-Teams.

## Erfolge

### Weltmeisterschaft
- Rjukan 2011: 22. Riesenslalom, 32. Classic, DNF Classic Sprint

### Weltcup
- 0 Podestplätze, davon 0 Siege:
- Weltcupplatzierungen:

| Saison | Gesamt | Riesenslalom | Classic | Classic Sprint | Parallelsprint |
| ------ | ------ | ------------ | ------- | -------------- | -------------- |
| 2008   | 63.    | —            | 54.     | 63.            | —              |
| 2010   | 27.    | 19.          | 25.     | 44.            | —              |
| 2011   | 20.    | 15.          | 23.     | 33.            | —              |
| 2012   | 18.    | —            | 15.     | 18.            | 21.            |